# Доход от собственности
Доход от собственности (англ. Property income) — доход от собственности относится к прибыли или доходу, полученному в результате владения собственностью. Тремя формами имущественного дохода являются рента, получаемая от владения природными ресурсами; проценты, получаемые в силу владения финансовыми активами; и прибыль, получаемая от владения капитальным оборудованием. Таким образом, имущественный доход является подмножеством незаработанного дохода и часто классифицируется как пассивный доход.

## Экономика
Доход от собственности — это номинальные доходы за вычетом расходов на переменные затраты (труд, приобретенные материалы и услуги). Доход от собственности представляет собой доход от предоставления как физического, так и финансового капитала.
Капиталистические экономические системы обычно определяются как те системы, в которых средства производства находятся в частной собственности через акционерный капитал, акции, облигации или в частной собственности через акционерный капитал, акции, облигации или в частной собственности группы собственников, которые несут риск инвестиций и производства для получения прибыли.
В марксистской экономике и смежных школах доход от собственности представляет собой часть прибавочной стоимости, производимой экономикой, где «прибавочная стоимость» относится к стоимости сверх того, что необходимо для существования. Таким образом, доход, полученный через собственность, представляет собой вид «незаработанного дохода» на основе экономической эксплуатации для класса капиталистов, получающих и живущих за счет доходов от собственности, поскольку его получатели получают доход от собственности в силу владения собственностью независимо от их вклада в общественный продукт. Таким образом, существование имущественного дохода, основанного на частной собственности, составляет основу классового разделения в капиталистических экономиках.
Одна из экономических перспектив состоит в том, чтобы передать производительную собственность в государственную собственность, с тем чтобы каждый гражданин получал долю дохода от собственности в дополнение к своей обычной заработной плате или окладу. Это позволило бы устранить классовые различия, уменьшить экономическое неравенство и обеспечить большую экономическую стабильность.